# Serixia menadensis
Serixia menadensis är en skalbaggsart som beskrevs av Stefan von Breuning 1960. Serixia menadensis ingår i släktet Serixia och familjen långhorningar.
Artens utbredningsområde är Sulawesi. Inga underarter finns listade i Catalogue of Life.